# Balurebong
Balurebong is een bestuurslaag in het regentschap Lembata van de provincie Oost-Nusa Tenggara, Indonesië. Balurebong telt 352 inwoners (volkstelling 2010).